# Saison 6 de Seinfeld
Chronologie
Saison 5 Saison 7
La sixième saison de Seinfeld, une sitcom américaine, est diffusée pour la première fois aux États-Unis par NBC entre le 22 septembre 1994 et le 18 mai 1995.